# Шаабан Абаш
Шаабан Абаш (рос. Шаабан Абаш, абх. Шьаабан Амбер-иԥа Абашь; 1890 Адзюбжа, Сухумський округ, Російська імперія — 1953 Адхюбжа, ААРСР, СРСР) — вершник абхазької сотні Черкеського кавалерійського полку Кавказької тубільної дивізії під час Першої світової війни.
Шаабан один з самих відомих представників афро-абказького народу.

## Раннє життя
Шаабан Абаш народився в селі Адзубжа, Сухумським округ, Кутаїської губернії Російської імперії (нині Республіка Абхазія), Шаабан жив у селянській родині афро-абхазького подружжя Амбер Абаш та Софії Мазалії. У нього було одинадцять братів і сестер.

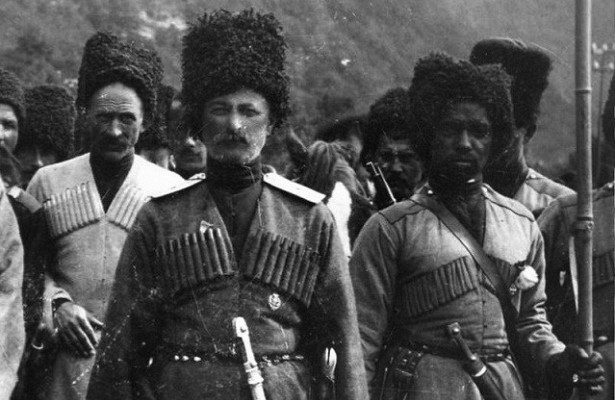
Шаабан Абаш з Черкеським кавалерійським полком під час Першої світової війни (1914—1918)

### Військова служба та робота
У 17 років записався до Абхазької сотні Черкеського кавалерійського полку, який брав участь у Першій світовій війні. Нагороджений Хрестом Святого Георгія за здійснення розвідувального рейду через річку Дністер та повернення під вогнем противника після збору ціною розвідувальної інформації. Після встановлення Радянської влади, Шаабан Абаш був соратником лідера Абхазької АРСР Нестора Лакоби, у 1931 році його обрали членом Центральної виборчої комісії Абхазії.